# Kristian Ayre
Kristian John Ayre (19 de noviembre de 1977) es un actor anglo-canadiense conocido por su papel de Radu en el programa de ciencia ficción de Nickelodeon, Space Cases.

## Primeros años
Ayre nació en Inglaterra, pero se mudó a Canadá a una edad temprana. Comenzó a actuar a principios de los 90s, y apareció en la película de 1994, Andre junto a Keith Carradine. Después de algunas apariciones en películas de televisión como Bye Bye Birdie (1995), se unió al reparto de la serie de Nickelodeon, Space Cases como Radu 386.
Asistió a la Universidad Simon Fraser en Vancouver, British Columbia, graduándose en 2004 en Teatro. Es un entrenado acróbata y gimnasta.

## Filmografía parcial
| Año       | Películas/Series                              | Papel/es                  | Notas                                                 |
| --------- | --------------------------------------------- | ------------------------- | ----------------------------------------------------- |
| 1994      | Andre                                         | Gerald                    |                                                       |
| 1995      | Eye Level                                     | Zack                      | (película de televisión)                              |
| 1995      | Bye Bye Birdie                                | Harvey Johnson            | (película de televisión)                              |
| 1996–97   | Space Cases                                   | Radu                      | (serie de televisión)                                 |
| 1997      | The New Ghostwriter Mysteries                 | Henry 'Strick' Strickland | (serie de televisión)                                 |
| 1998      | Alien Abduction: Incident in Lake County      | Tommy McPherson           | (Mockumentary)                                        |
| 1999      | Running Home                                  | Matt 'Spider' Strilecki   |                                                       |
| 1999–2000 | Nothing Too Good for a Cowboy                 | Tommy Aitkens             | (serie de televisión)                                 |
| 2000      | Bear With Me                                  | Daniel                    |                                                       |
| 2001      | Voyage of the Unicorn                         | Sebastian                 | (Hallmark Entertainment Productions)                  |
| 2001      | Stargate                                      | Loran                     | (serie de televisión) Season 04 Episode 18 "The Light |
| 2002      | Bang Bang You're Dead                         | Kurt                      | (película de televisión)                              |
| 2003      | Elf                                           | Foom Foom                 |                                                       |
| 2004-05   | Shakugan no Shana                             | Yūji Sakai                | (Anime, Voz inglesa (temporada 1 1))                  |
| 2004      | InuYasha the Movie: Fire on the Mystic Island | Ryura                     | (Anime, Voz inglesa)                                  |
| 2005      | Elemental Gelade                              | Coud 'Cou' Van Giruet     | (Anime, Voz inglesa)                                  |
| 2008      | Of Golf and God                               | Daniel                    |                                                       |